# Sztankó Gábor
Sztankó Gábor (Vác, 1985. január 18. –) magyar labdarúgó, jelenleg az Egri FC kapusa.